# Stanisław Klepacz

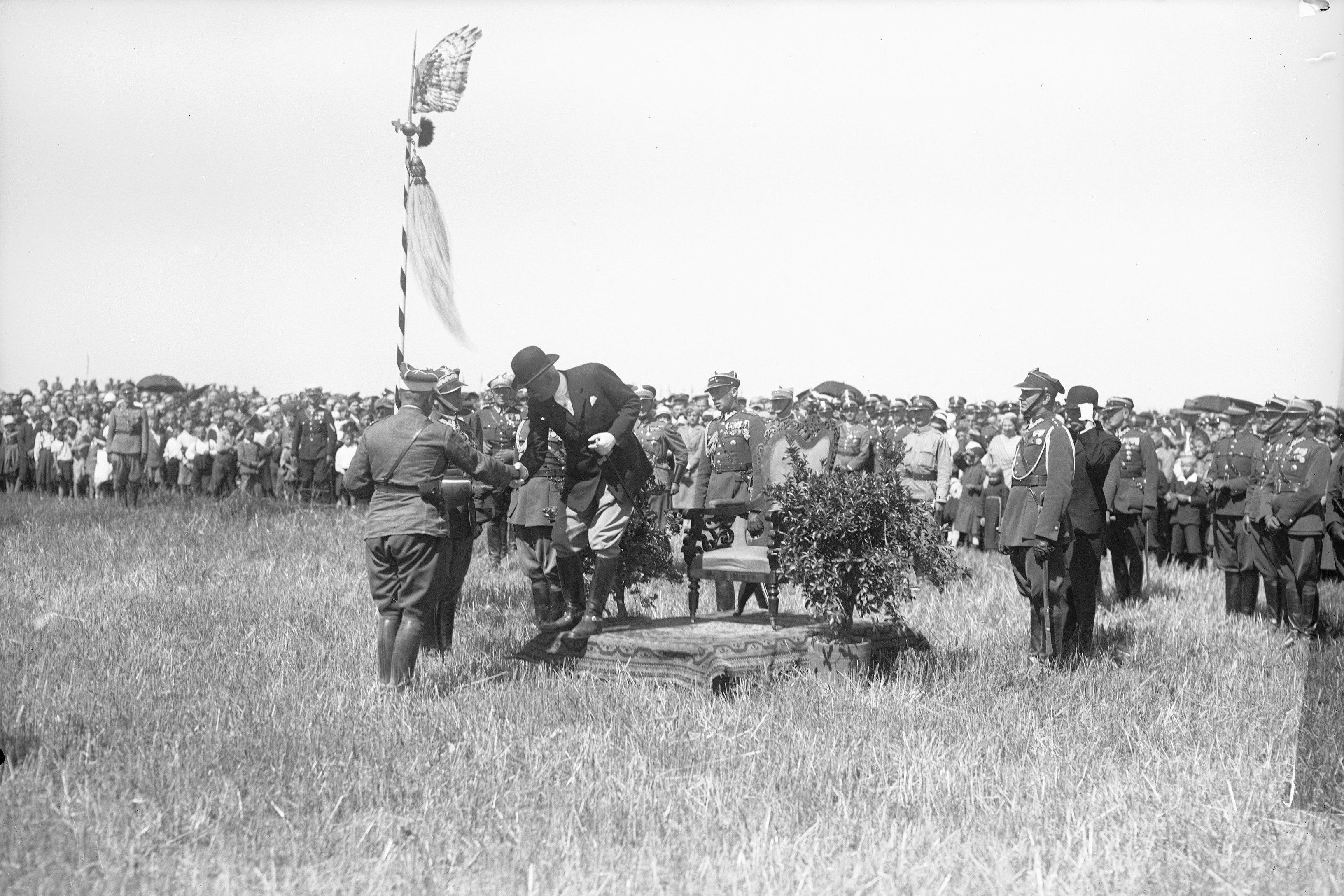
Płk Stanisław Klepacz odbierający gratulacje od prezydenta Ignacego Mościckiego, Święto Żołnierza, rok 1933

Stanisław Klepacz, ps. „Jesion” (ur. 16 września 1888 w Kłobucku, zm. 24 września 1958 w Nowym Jorku) – pułkownik kawalerii Wojska Polskiego, kawaler Orderu Virtuti Militari.

## Życiorys
Urodził się w Kłobucku, w rodzinie Andrzeja i Julii z Ptaszkiewiczów. Od 1901 roku uczył się w gimnazjum w Częstochowie i gdzie w 1909 roku uzyskał świadectwo dojrzałości. W czasie nauki w szkole wstąpił do Związku Młodzieży Postępowej, a po rozłamie w tej organizacji do Związku Młodzieży Postępowo-Niepodległościowej. W 1906 roku wstąpił do PPS-Frakcja Rewolucyjna i po ukończeniu szkoły był tzw. okręgowcem tej organizacji w Warszawie od czerwca 1909 roku.
Aresztowany 30 lipca 1909 roku przebywał w więzieniu do 30 listopada 1909 roku, otrzymał wtedy nakaz pobytu w Ostrowcu a potem nakaz opuszczenia kraju. Wrócił jednak i pod  przybranym nazwiskiem kontynuował działalność w PPS w Zagłębiu Dąbrowskim i w Łodzi. W 1912 roku zagrożony aresztowaniem, zbiegł do Krakowa, gdzie prowadził dalej działalność w PPS.
W marcu 1914 roku wyjechał z Polski i rozpoczął studia na Politechnice w Glens (Belgia), gdzie w kwietniu wstąpił do Związku Strzeleckiego. Po wybuchu I wojny światowej wrócił do Krakowa.
W październiku 1914 roku wstąpił do Legionów Polskich, początkowo jako szeregowiec w batalionie uzupełniającym, a od lutego 1915 roku kapral w 1 pułku ułanów. Od 5 lutego do 31 marca 1917 roku był słuchaczem kawaleryjskiego kursu oficerskiego przy 1 pułku ułanów w Ostrołęce. Kurs ukończył z wynikiem dostatecznym. Po kryzysie przysięgowym w lipcu 1917 roku internowany w Szczypiornie a następnie w Łomży, skąd zbiegł w lipcu 1918 roku do Warszawy.
W listopadzie 1918 roku wstąpił do Wojska Polskiego, rozpoczął służbę w 7 pułku ułanów. Był początkowo młodszym oficerem w szwadronie karabinów maszynowych, a od marca 1919 roku w 3 szwadronie liniowym. W grudniu 1919 roku został dowódcą szwadronu karabinów maszynowych, a następnie w kwietniu 1921 roku dowódcą kadry pułku, a w maju 1922 został dowódcą szwadronu liniowego. W składzie tego pułku uczestniczył w wojnie polsko-bolszewickiej. W październiku 1922 roku został dowódcą odcinka „Brody”.
Od grudnia 1922 do września 1923 roku był uczestnikiem kursu w Centralnej Szkole Kawalerii w Grudziądzu, po ukończeniu którego został dowódcą szwadronu liniowego w 7 pułku ułanów. W październiku 1926 roku został przeniesiony do 23 pułku ułanów, gdzie początkowo był komendantem kursu dla podoficerów zawodowych, następnie od stycznia 1927 roku dowódcą szkoły podoficerskiej, a od lipca 1927 dowódcą dywizjonu szkolnego. W kwietniu 1928 roku został przesunięty na stanowisko pełniącego obowiązki zastępcy dowódcy pułku. W czerwcu 1930 roku został przeniesiony do 2 pułku szwoleżerów w Starogardzie na stanowisko zastępcy dowódcy pułku. 28 stycznia 1931 roku otrzymał przeniesienie do 7 pułku ułanów w Mińsku Mazowieckim na stanowisko zastępcy dowódcy pułku. 23 marca 1932 roku został mianowany dowódcą 11 pułku ułanów w Ciechanowie. Na stopień pułkownika został mianowany ze starszeństwem z 1 stycznia 1936 roku i 5. lokatą w korpusie oficerów kawalerii. Pułkiem dowodził do czasu przejścia w stan spoczynku w dniu 31 sierpnia 1938 roku.
Po wybuchu wojny zgłosił się ochotniczo do służby w Departamencie Kawalerii Ministerstwa Spraw Wojskowych. Na polecenie gen. Piotra Skuratowicza udał się do Lublina, a później do Włodzimierza Wołyńskiego, gdzie od 12 września organizował oddział z rezerwistów, osadników wojskowych oraz ośrodka zapasowego 7. puł. Z oddziałem tym prawdopodobnie 18 września dołączył do Grupy „Dubno” gen. Stefana Hanki-Kuleszy. Po ciężkich walkach pod Rawą Ruską 24 i 25 września oraz nieudanej próbie przebicia się na południe oddziały polskie, wobec zbliżania się wojsk sowieckich, skapitulowały. Płk Klepacz uniknął jednak niewoli, z garstką żołnierzy przebił się przez sowieckie okrążenie w rejonie Krasnobrodu i przedostał się do Warszawy.
Od początku związany z konspiracją, od 1942 r. należał do Obozu Polski Walczącej, w którym kierował Wydziałem Wojskowym. Później został komendantem głównym organizacji Kadry Polski Niepodległej. W związku ze scaleniem tej organizacji z AK w dniu 26 lutego 1943 roku został wyznaczony na pełnomocnika komendanta AK ds. scalenia KPN z AK, ale już 21 marca 1943 roku Rada Naczelna KPN usunęła go ze stanowiska komendanta. W dniu 12 maja 1944 roku został aresztowany i osadzony na Pawiaku, skąd został zwolniony 28 lipca 1944 roku.
W czasie powstania warszawskiego od 4 sierpnia był komendantem Kwatery Głównej Dowódcy AK. W dniu 14 sierpnia został kwatermistrzem Grupy „Północ”, a od 26 sierpnia zastępcą dowódcy Grupy „Północ”. Po przejściu kanałami do Śródmieścia od 4 września zastępca komendanta Obwodu Śródmieście. We wrześniu 1944 roku został ranny przy ul. Chmielnej. Jego żona Zofia ps. „Siostra” oraz syn Janusz ps. „Rok”, również walczyli w powstaniu warszawskim.
Po kapitulacji oddziałów powstańczych, przebywał kolejno w Stalagu XI B Fallingbostel i oflagach w Bergen-Belsen, Gross-Born i Lubece. Po uwolnieniu z obozu przez wojska brytyjskie (2 maja 1945 roku) był komendantem Polskiego Obozu Oficerskiego pod Lubeką, zastępcą dowódcy okręgu polskiego w brytyjskiej strefie okupacyjnej Niemiec i przewodniczącym Oficerskiego Sądu Honorowego dla oficerów sztabowych.
Po demobilizacji w 1948 roku przebywał w Wielkiej Brytanii, w 1952 roku wyjechał do Nowego Jorku, gdzie zmarł. Pochowany na cmentarzu polskim w Doylestown, Pennsylvania, USA.

## Ordery i odznaczenia
- Krzyż Srebrny Orderu Wojskowego Virtuti Militari nr 2723 (1921)[13]
- Krzyż Niepodległości (12 maja 1931)[14]
- Krzyż Walecznych (pięciokrotnie)
- Srebrny Krzyż Zasługi (3 sierpnia 1928)[15]
- Odznaka „Za wierną służbę”[12]
- Medal 10 Rocznicy Wojny Niepodległościowej (Łotwa)[16]